# Rye (Nou Hampshire)
Rye és una població dels Estats Units a l'estat de Nou Hampshire. Segons el cens del 2007 tenia 5.174 habitants.

## Demografia
Segons el cens del 2000, Rye tenia 5.182 habitants, 2.176 habitatges, i 1.462 famílies. La densitat de població era de 158,5 habitants per km².
Dels 2.176 habitatges en un 26,9% hi vivien nens de menys de 18 anys, en un 57,2% hi vivien parelles casades, en un 7,6% dones solteres, i en un 32,8% no eren unitats familiars. En el 27,2% dels habitatges hi vivien persones soles el 12% de les quals corresponia a persones de 65 anys o més que vivien soles. El nombre mitjà de persones vivint en cada habitatge era de 2,35 i el nombre mitjà de persones que vivien en cada família era de 2,87.
Per edats la població es repartia de la següent manera: un 22,2% tenia menys de 18 anys, un 3,5% entre 18 i 24, un 25,3% entre 25 i 44, un 30% de 45 a 60 i un 19% 65 anys o més.
L'edat mediana era de 44 anys. Per cada 100 dones de 18 o més anys hi havia 88,2 homes.
La renda mediana per habitatge era de 63.152$ i la renda mediana per família de 74.956$. Els homes tenien una renda mediana de 51.131$ mentre que les dones 34.327$. La renda per capita de la població era de 36.746$. Entorn de l'1,6% de les famílies i el 3,5% de la població estaven per davall del llindar de pobresa.